# У всех лучших ковбоев были проблемы с родителями (Остаться в живых)
«У всех лучших ковбоев были проблемы с родителями» (англ. All The Best Cowboys Have Daddy Issues) — одиннадцатая серия первого сезона американского телесериала «Остаться в живых». Центральный персонаж — Джек Шепард — пытается догнать Итана, похитившего Клер и Чарли, и вспоминает о своей ссоре с отцом.

## Сюжет

### Воспоминания
Оперируя пациентку, Джек не сумел спасти её. Он пытался реанимировать женщину, отказываясь признать операцию неудачной, но все было бесполезно. В операционную вошёл его отец Кристиан, и Джек в гневе сказал, чтобы тот сам объявлял время смерти. После того, как умершую накрыли простыней, Кристиан упрекнул сына за то, что тот вмешался и закончил его операцию. Выяснилось, что Джека вызвала медсестра, которая заметила, что Кристиан не в состоянии оперировать — у него так сильно тряслись руки, что он нечаянно перерезал пациентке печеночную артерию, что и стало причиной её смерти. Кристиан продолжал возмущаться, но Джек положил конец ссоре, спросив, сколько отец выпил за обедом.
На следующий день Кристиан вызвал сына в свой кабинет и настоял, чтобы тот подписал заключение о смерти, в котором утверждалось, что пациентка была безнадёжна. Джек отказывался, отец сказал ему, что если «наверху» узнают, что Кристиан был пьян, у него отнимут лицензию. Поэтому Кристиан продолжал давить на Джека, и, в конце концов, Джек, к его облегчению, подписал документ. Позднее Джек увидел отца в больничном коридоре — Кристиан разговаривал с мужем умершей, и тот угрожал подать на него в суд.
На врачебном совете Кристиан продолжал настаивать, что пациентку невозможно было спасти, и изложил свою версию произошедшего. Так как он был уважаемым врачом, ему поверили, но когда кто-то упомянул, что умершая была на раннем сроке беременности, Джек не смог утаить правду. Он отозвал свою подпись и рассказал о той роковой ошибке, которую сделал отец, сообщив, что, согласно его профессиональному мнению, именно Кристиан виновен в смерти женщины.

### События
После того, как Хёрли принёс известие о том, что Итана не было на борту самолета, спасшиеся заметили отсутствие Чарли и Клер. Джек и Локк побежали на пляж, чтобы проверить, добралась ли пара до лагеря, и на полпути нашли в лесу сумку Клер. Так стало ясно, что Чарли и Клер похитили. Джек начал звать их и, не послушавшись Локка, который предложил ему успокоиться, вернуться в пещеры и сформировать поисковую группу, бросился в погоню один. Тем временем Локк отправился в пещеры и позвал на помощь Буна и Кейт. Вскоре они догнали Джека — как оказалось, он ходил по лесу кругами. Локк хотел, чтобы Джек вернулся в лагерь, так как он был единственным врачом на острове, а погоня обещала быть опасной, но тот не послушался, и они отправились на поиски пропавших вчетвером.
Так как Локк не хотел потерять след, группа продвигалась медленно. Джек, переживая за Клер, торопил его и корил себя за то, что не поверил в реальность её кошмаров. Тем временем Локк нашёл полоску ткани с буквой L — у Чарли была повязка на пальцах со словом LATE, — а затем и с буквой A. Однако, по мнению Локка, двигаться нужно было по следу в другом направлении. Группа разделилась — Бун присоединился к Локку, а Кейт ушла с Джеком.
Между тем в лагере Сойер узнал от Уолта об исчезновении Чарли и Клер. Он предположил, что Итан назвался вымышленным именем во время переписи, на что мальчик ответил, что глупо именоваться кем-то другим. Кроме того, он рассказал о возвращении Саида. Сойер пошёл к арабу, чтобы пригрозить ему местью за пытки, но тот поведал ему о француженке и о том, что на острове живут и другие люди. Узнав о голосах, которые шептали что-то Саиду в лесу, Сойер вспомнил, что и ему ранее пригрезилось нечто подобное. Тем временем Хёрли на пляже проиграл Уолту 20 тысяч в нарды.
Пока Бун и Локк шли по следу, Бун спросил, чем Локк занимался до авиакатастрофы и, к своему удивлению, выяснил, что тот служил клерком в упаковочной компании. Бун, в свою очередь, рассказал, что работал управляющим в фирме матери. Локк предложил юноше вернуться в лагерь, но тот отказался. Кейт, которая шла вместе с Джеком в другом направлении, объяснила ему, что научилась выискивать следы у своего отца, с которым в юности охотилась на оленей. Между тем начался ливень.
Кейт и Джек нашли букву T с руки Чарли и услышали вдалеке крики. Джек побежал на голос, поскользнулся и скатился с обрыва. Когда он поднял голову, над ним стоял Итан. Он пригрозил убить одного из пленников, если преследование не прекратится. Джек вступил с ним в драку, но Итан легко одержал над ним верх. Спустя несколько минут Джек пришёл в сознание. К тому времени его догнала Кейт, и, несмотря на её протест, доктор бросился в джунгли за Итаном. Затем они наткнулись на Чарли — он был подвешен за шею на дереве. Джек стащил его вниз и немедленно приступил к реанимации. Ни искусственное дыхание, ни массаж сердца не помогали, но врач продолжал ударять кулаком в грудную клетку Чарли, пытаясь возобновить сердцебиение. Кейт в слезах пыталась остановить его, считая, что юноша мёртв, но Джек не сдавался, и, в конце концов, Чарли очнулся.
Когда они вернулись в пещеры, Чарли впал в оцепенение — он сидел, не двигаясь и ни с кем не разговаривая. Джек пообещал ему утром снова отправиться на поиски Клер. Несмотря на то, что наступил вечер, Локк и Бун не вернулись в лагерь, что очень обеспокоило Шеннон. На самом деле они нашли в лесу нечто странное — металл в земле — и заинтересовались этим…

## Роли второго плана
- Джон Терри — Кристиан Шепард
- Уильям Мэйпотер — Итан Ром